# Premiul Locus
Premiul Locus este un premiu literar înființat în 1971 și oferit anual câștigătorilor unui sondaj în rândul cititorilor revistei Locus cu sediul în Oakland, California. În prezent, Premiile Locus sunt prezentate la un banchet anual. Neobișnuit, editorii lucrărilor câștigătoare sunt onorate cu certificate, care sunt unice în domeniu. Primul Premiu Locus a fost acordat prima dată în 1971 pentru lucrări publicate în 1970.

## Câștigători
Următorii autori au câștigat mai  mult de 10 premii Locus: 
- Ursula K. Le Guin (18)
- Harlan Ellison (15)
- Dan Simmons (12) și
- George R. R. Martin (11)

Alți câștigători sunt 
- John Varley (10)
- Connie Willis (9)
- Orson Scott Card (8)
- Neil Gaiman (8)
- Lucius Shepard (8)
- Robert Jordan (7)
- Kim Stanley Robinson (6)
- Stephen King (5)
- Robert Silverberg (5)
- David Brin (5)
- Gene Wolfe (5)
- Isaac Asimov (4)
- Joe Haldeman (4)
- China Miéville (4)
- Larry Niven (4)
- Neal Stephenson (4)
- Michael Bishop (3)
- Greg Egan (3)
- Kelly Link (3)
- Lois McMaster Bujold (3)
- Tim Powers (3)
- Terry Pratchett (3)

## Categorii
- Premiul Locus pentru cel mai bun roman
- Premiul Locus pentru cel mai bun roman science-fiction
- Premiul Locus pentru cel mai bun roman fantasy
- Premiul Locus pentru cel mai bun roman - debut
- Premiul Locus pentru cel mai bun roman pentru tineri adulți
- Premiul Locus pentru cea mai bună nuvelă
- Premiul Locus pentru cea mai bună nuveletă
- Premiul Locus pentru cea mai bună povestire
- Premiul Locus pentru cea mai bună revistă
- Premiul Locus pentru cea mai bună editură
- Premiul Locus pentru cea mai bună antologie
- Premiul Locus pentru cea mai bună colecție